# Manuel de Blas
Manuel de Blas est un acteur espagnol né le 12 avril 1941 à Badajoz. Il était marié à l'actrice Patty Shepard.

## Filmographie partielle
- 1970 : Dracula contre Frankenstein (Los monstruos del terror) de Tulio Demicheli
- 1970 : Quand Satana empoigne le colt (Manos torpes) de Rafael Romero Marchent
- 1970 : Le Collectionneur de cadavres de Santos Alcover
- 1971 : Boulevard du rhum de Robert Enrico
- 1973 : La chica del Molino Rojo d'Eugenio Martín
- 1973 : Le Bossu de la morgue (El jorobado de la Morgue) de Javier Aguirre
- 1974 : Attention, on va s'fâcher ! de Marcello Fondato
- 1974 : La Brute, le Colt et le Karaté (Là dove non batte il sole) d'Antonio Margheriti
- 1974 : Hold-up (Hold-Up, instantánea de una corrupción) de Germán Lorente
- 1974 : Le Monde des morts-vivants d'Amando de Ossorio
- 1974 : Le Protecteur de Roger Hanin
- 1975 : Le Blanc, le Jaune et le Noir de Sergio Corbucci
- 1985 : Fuego eterno de José Ángel Rebolledo
- 1986 : Justice privée (Instant Justice) de Denis Amar
- 1988 : Mutations de Juan Piquer Simón
- 1989 : La Nuit obscure de Carlos Saura
- 1992 : Christophe Colomb : La Découverte de John Glen
- 1995 : Ainsi soient-elles de Patrick Alessandrin et Lisa Azuelos
- 2001 : Callas Forever de Franco Zeffirelli
- 2003 : Pas si grave de Bernard Rapp
- 2006 : Les Fantômes de Goya de Miloš Forman
- 2011 : Paranormal Xperience 3D de Sergi Vizcaíno
- 2011-2013: Grand Hôtel: Benjamin
- 2015 : Cinzento e Negro de Luís Filipe Rocha
- 2022 : Uncharted de Ruben Fleischer